# Graeme Allwright
Pour les articles homonymes, voir Allwright.
Sydney Graeme Allwright [ɡɹeɪm ˈɔːlɹaɪt], né le 7 novembre 1926 à Lyall Bay (Nouvelle-Zélande) et mort le 16 février 2020 à Couilly-Pont-aux-Dames (Seine-et-Marne), est un auteur-compositeur-interprète franco-néo-zélandais.
Ses chansons les plus connues, Il faut que je m'en aille (Les Retrouvailles), texte autobiographique, La Ligne Hollworth, Le Jour de clarté, La Ballade de la désescalade, etc. portent des messages non-violents et engagés pour une société plus humaine. Il adapte et fait connaître dans la francophonie de nombreuses chansons de Leonard Cohen (Suzanne, L'Étranger, Demain sera bien), de Bob Dylan (Qui a tué Davy Moore ?), de Woody Guthrie (Le Trimardeur), de Pete Seeger (Jusqu'à la ceinture) ou de Tom Paxton (Sacrée bouteille), et des chansons du répertoire  américain, telles Emmène-moi, Comme un vrai gamin, J'm'envolerai ou Petit Garçon (Old Toy Trains).

## Biographie

### Jeunesse et Théâtre
Graeme Allwright naît le 7 novembre 1926 à Lyall Bay (Nouvelle-Zélande), où il passe toute son enfance avec sa famille. Son père est chef de gare, ses parents chantent pour la paroisse. Adolescent, il est passionné de théâtre. Ayant obtenu une bourse pour intégrer la compagnie du théâtre Old Vic de Londres, il décide de quitter sa famille pour s'installer à Londres et y apprendre le théâtre. Désargenté, il fait la traversée en s’engageant comme mousse sur un bateau pour se payer le voyage. À Londres, il fait la rencontre de la comédienne Catherine Dasté, issue d'une famille du théâtre, puisqu'elle est la petite-fille de Jacques Copeau (fondateur du théâtre du Vieux-Colombier) et la fille de Jean Dasté (directeur de la Comédie de Saint-Étienne) et de Marie-Hélène Dasté.
En 1948, amoureux de Catherine Dasté, il s'installe en France et l'épouse en 1951 à Pernand-Vergelesses (Côte-d'Or), le village de Jacques Copeau. Ils ont trois fils, Nicolas (né en 1952), Christophe (né en 1955) et Jacques (né en 1958). Graeme Allwright exerce alors de très nombreux métiers dans la troupe de Jean Dasté (fondateur de ce qui deviendra la Comédie de Saint-Étienne), de la scène à la régie, en particulier dans des spectacles itinérants de village en village. En 1952, aux côtés de Jean-Louis Trintignant, Graeme Allwright interprète le rôle de Seyton dans la tragédie de Shakespeare Macbeth,. En 1956, il joue Le Mariage de Figaro, de Beaumarchais, au festival d'Avignon dans la troupe de Jean Vilar, fondateur du festival. Il devient ensuite apiculteur, animateur pour enfants à l’hôpital, moniteur en hôpital psychiatrique, professeur d'anglais (il a notamment comme élève le chanteur Philippe Lavil) et de théâtre à l'école secondaire de la Roseraie à Dieulefit (Drôme).

### La Contrescarpe et le succès du chanteur

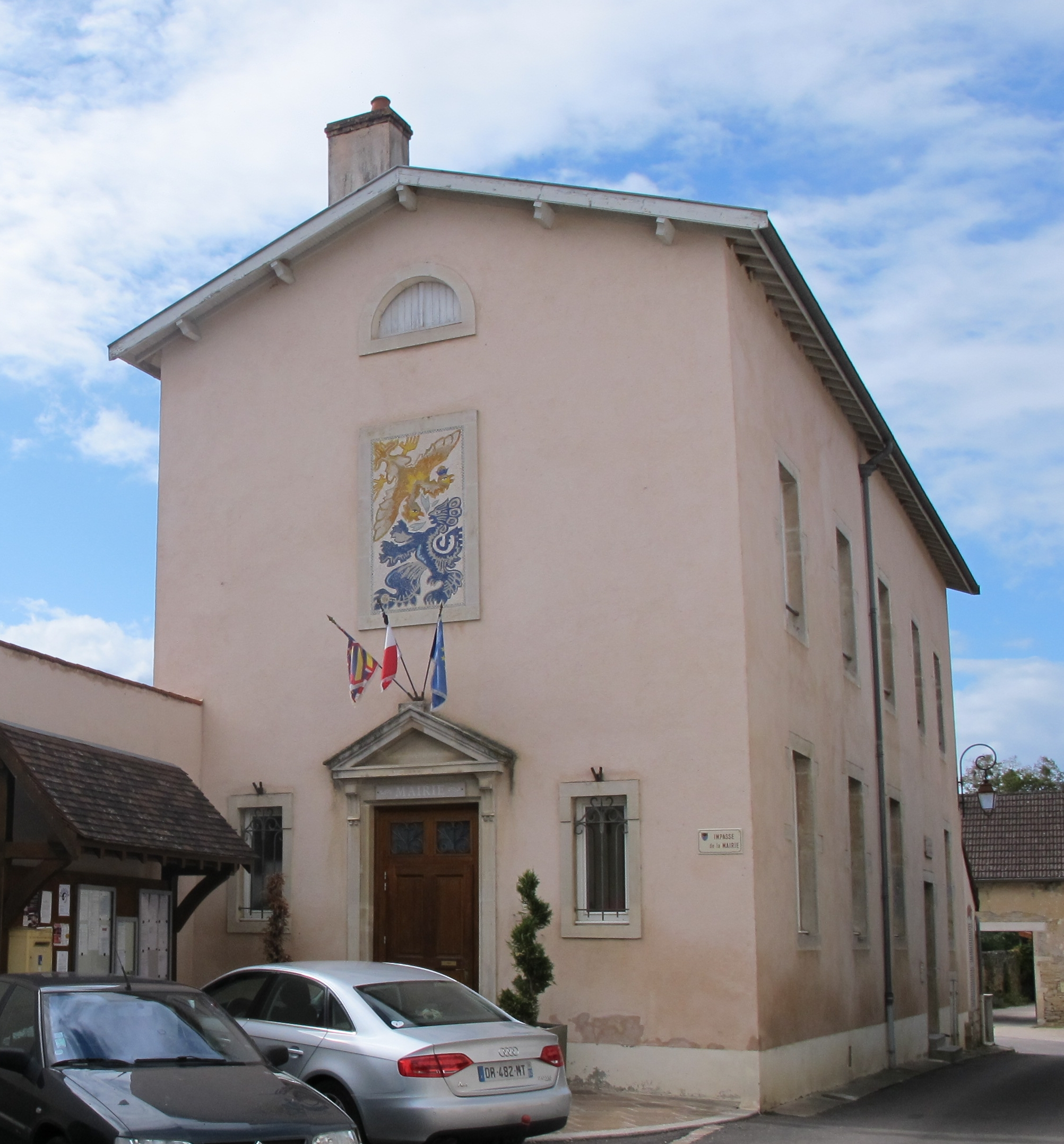
La mairie du village de Pernand-Vergelesses.

Encouragé par Jacques Gandebeuf, un  journaliste de la presse stéphanoise grand amateur de musique folk et de blues et qui reste jusqu'au bout son plus fidèle ami, il redécouvre la guitare, qu'il avait délaissée  pour le théâtre, et multiplie de petits concerts improvisés dans la région avant de se rendre à Paris au début des années 1960. Il chante dans des cabarets (notamment à La Contrescarpe, où il chante « sept soirs sur sept pour des clopinettes »). Les conditions sont dures. Il rode souvent ses chansons chez des amis peintres ou sculpteurs à La Ruche, à Montparnasse. Il est alors accompagné par le guitariste stéphanois Genny Detto, qui le suit. Au Centre américain du boulevard Raspail, sous l'égide de Lionel Rocheman, il retrouve bientôt deux musiciens de folk traditionnel, Steve Waring et Roger Mason. Son talent séduit Colette Magny, qui le présente au chanteur Marcel Mouloudji. Ce dernier le pousse à enregistrer son premier disque, Le Trimardeur, produit par Mouloudji en 1965 alors que Graeme Allwright est âgé de 39 ans. S'ensuit un premier contrat avec Philips, et ses deux albums de 1966 et de 1968, aux tonalités de protest-song (chants de révolte), le projettent au premier plan parmi la jeunesse de cette période marquée par les idéaux d'émancipation de la contre-culture et de Mai 68.

### Des disques et des voyages

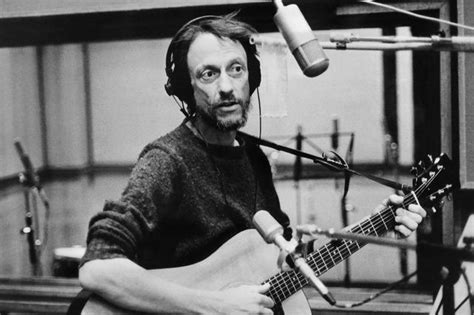
Graeme Allwright en 1978.

Assez rapidement, le succès l'effraie et il préfère s'éloigner de l'industrie du spectacle. Refusant la relation artiste-admirateur classique malgré son succès dans les années 1970, il mène une carrière en marge des médias. Sa participation à la lutte du Larzac et contre les essais nucléaires français lui vaut d'être censuré (il s'adresse directement à Valéry Giscard d'Estaing à ce sujet dans sa chanson Pacific blues). « Dépassé » par son succès, craignant sous la pression du « show-bizz » de perdre de sa liberté, déstabilisé psychologiquement (il est d'abord patient à la clinique psychiatrique de la Chesnaie avant d'en devenir animateur), il préfère multiplier les séjours à l’étranger (en Éthiopie notamment), au retour desquels il enregistre des albums. Il fait de nombreux séjours en Inde, participe dans les années 1970 à l'aventure de la cité utopique d'Auroville, initiée par La Mère, compagne de Sri Aurobindo, en travaillant au reboisement de cette zone alors désertifiée.
En 1970, après les deux disques qui ont fait son succès, il produit deux albums en anglais, A Long Distant Present From Thee… Becoming et Recollections, qui sont peu connus (et non réédités en format numérique). Le premier de ces disques, qui met en musique des textes de William Shakespeare et développe un genre folk psychédélique, tranche avec la période précédente de Graeme Allwright, tandis que l'autre album contient certaines de ses propres chansons mais interprétées en anglais.
En 1975, il découvre l'île de La Réunion, où il vit pendant un an et demi (l’album Questions lui est en grande partie consacré). Il y fait la rencontre d'excellents artistes malgaches, dont Erick Manana et Dina Rakotomanga, qui dès lors l’accompagnent très souvent lors de ses tournées en France. Il divorce de Catherine Dasté dont il est déjà séparé et se marie avec Claire Bataille, son agent artistique. Ils ont une fille, Jeanne, née en 1975,. Durant le mois d'avril 1978, il participe à la 2e édition du festival du Printemps de Bourges.
Durant les années 1980, il produit plusieurs albums où l'on retrouve une association de titres à consonance folk et d'interprétations de textes d'amis poètes ou penseurs dont Maurice Cocagnac et Luis Porquet. En 1980, il monte sur scène à la 5e édition du festival du Printemps de Bourges et chante avec Maxime Le Forestier au Palais des sports,. Les bénéfices des concerts et du double album sont entièrement reversés à l'association Partage pour les enfants du tiers monde, fondée par Pierre Marchand, et que Graeme Allwright a soutenue à ses débuts. Pour sa 7e édition en 1983, il chante au festival du Printemps de Bourges,. En 1984, Graeme Allwright interprète des adaptations en anglais de chansons de Georges Brassens adaptées par Andrew Kelly.

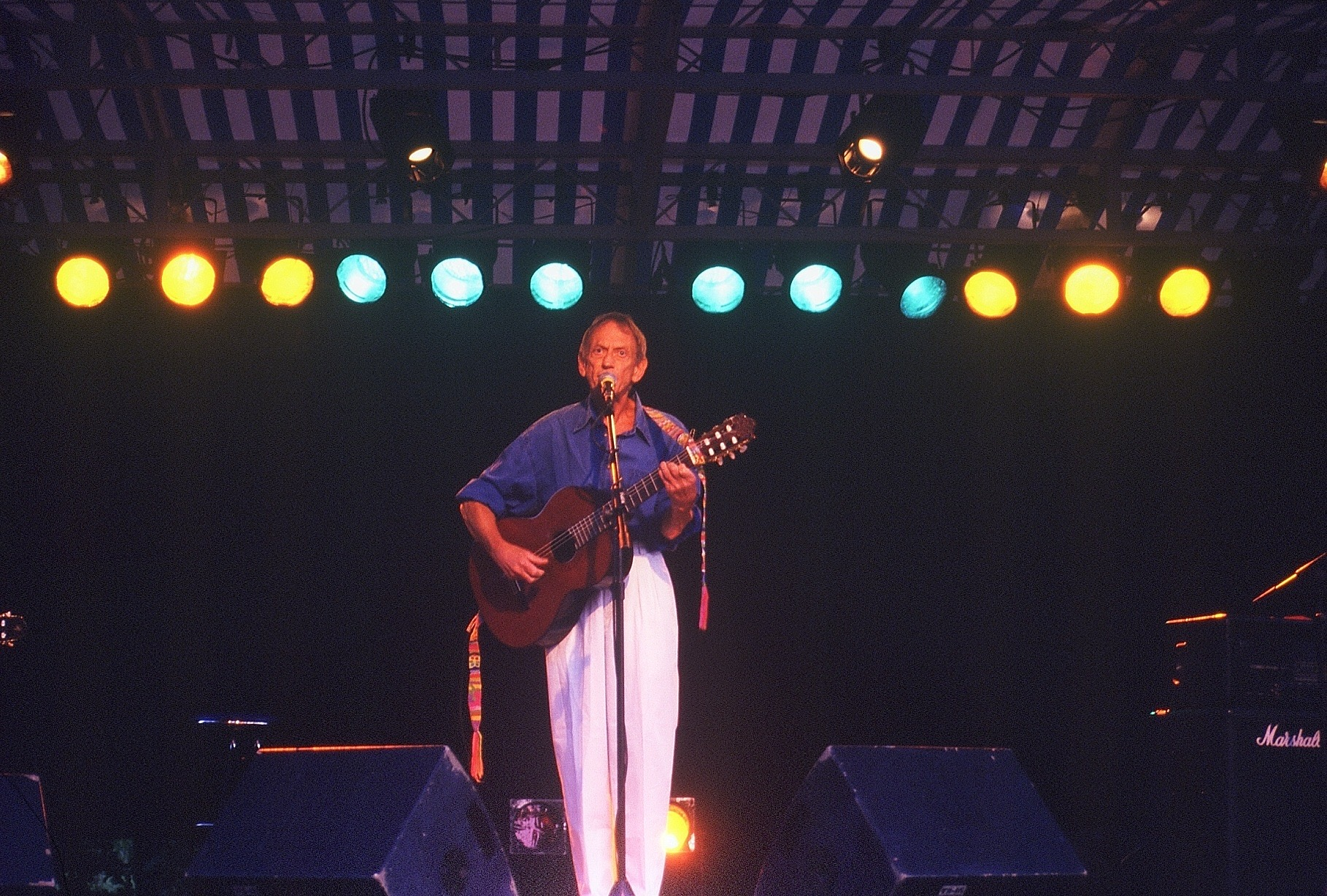
Graeme Allwright en concert à Peuton, commune de 203 habitants en Mayenne, en plein champ, années 2000.

Dans les années 2000, il ajoute le jazz, passion de son adolescence, à son répertoire (album Tant de joies avec le Glenn Ferris quartet). Puis il reprend inlassablement la scène, accompagné le plus souvent de ses amis musiciens malgaches Erik Manana et Dina Rakatomanga, offrant toujours régulièrement « dans les p’tits patelins » de chaleureux concerts, au cours desquels, en toute simplicité et dans une intense empathie, il communique sa quête « d'une étoile qu'il n'a jamais vraiment nommée ».
En 2005, il retourne sur la terre de son enfance en effectuant une tournée en Nouvelle-Zélande, son pays d'origine, où il était totalement inconnu (le film Pacific Blues réalisé en 2009 par Chantal Perrin et Arnaud Delplagne retrace ce voyage, et pour une des premières fois, l'artiste s'y livre sur sa vie et son œuvre).

### Fin de carrière et mort

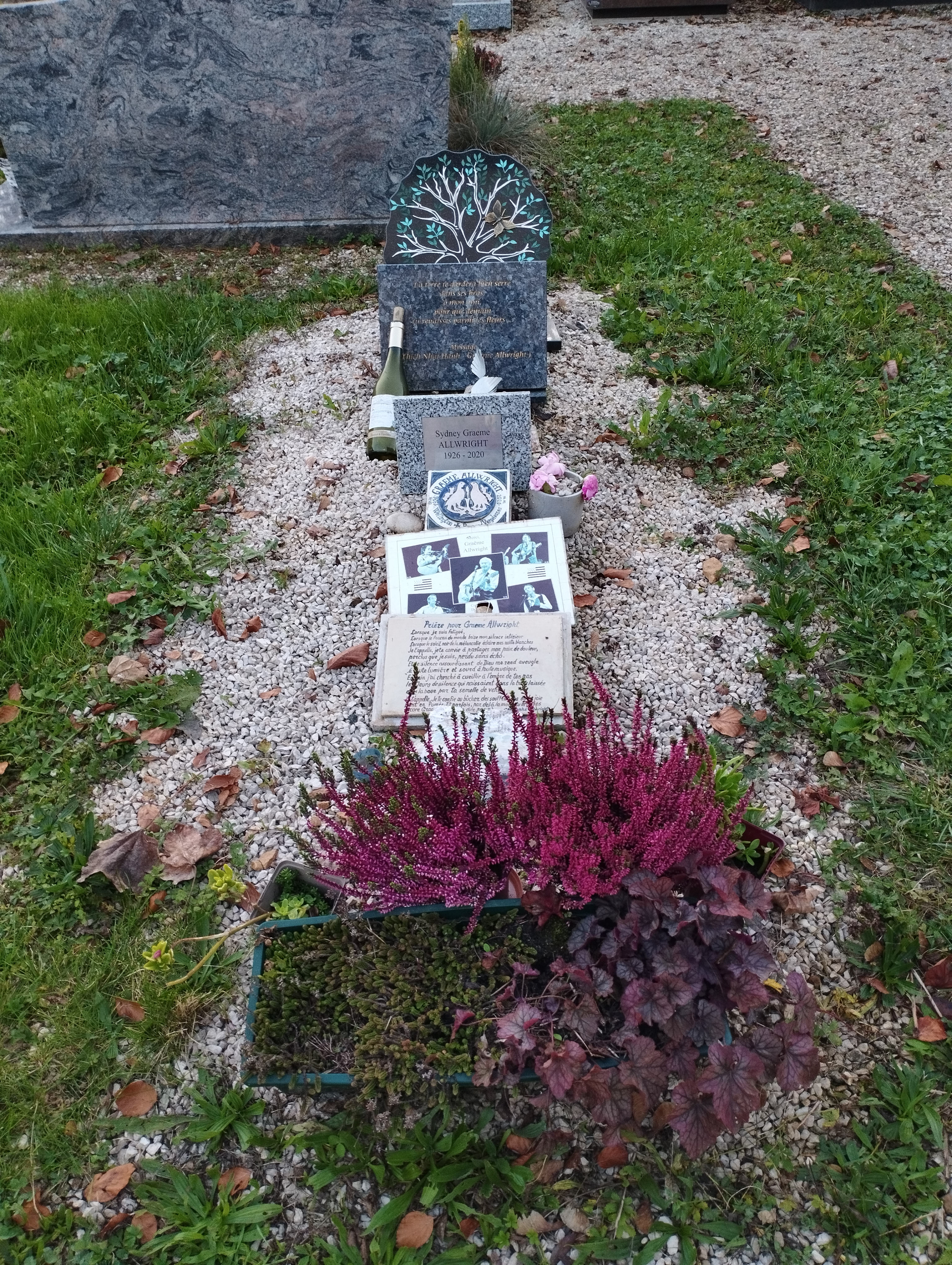
Tombe de Graeme Allwright au cimetière de Pernand-Vergelesses.

En janvier 2010, l'Académie Charles-Cros lui décerne un « grand prix in honorem » pour l'ensemble de sa carrière, et un « coup de cœur » pour son album Des inédits… Pour le plaisir. Il est membre du comité de parrainage de la Coordination française pour la Décennie de la culture de paix et de non-violence. En 2014, son adaptation française de la chanson Petit garçon (Old Toy Trains, de Roger Miller) devient l'hymne du Téléthon. Alors qu'il avait déclaré vouloir continuer à chanter pour apporter du bonheur tant que sa santé le lui permettrait, il annonce dans ses concerts de 2015, à l'âge de 89 ans, arrêter la scène. En 2017, il cosigne avec l'artiste Yanne Matis la chanson Leonard, en hommage à son « double », Leonard Cohen, mort l'année précédente.
Graeme Allwright meurt dans son sommeil à l’âge de 93 ans, le 16 février 2020 à la maison de retraite des artistes de Couilly-Pont-aux-Dames, où il était entré un an auparavant,. Il est inhumé au cimetière de Pernand-Vergelesses (Côte-d'Or).

## Œuvre musicale

### Sources

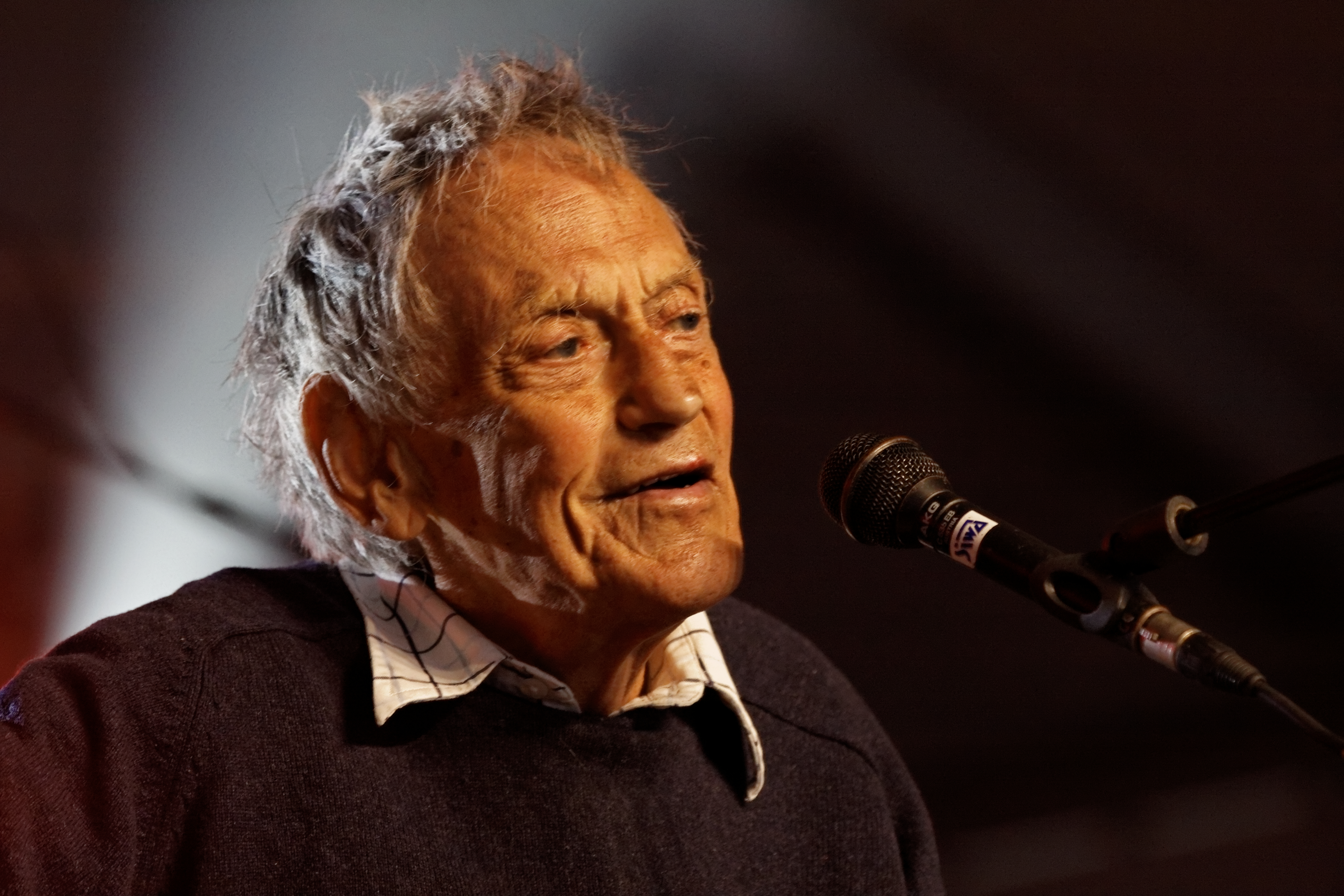
Graeme Allwright en 2012.

Graeme Allwright est, avec Hugues Aufray dans les années 1960, parmi les premiers introducteurs en France du folk américain, mais dans sa veine protest-song. Il se revendique chanteur, il écrit assez peu, préférant « [se] glisser dans les mots d'un autre » quand il ressent que le message est commun. Il s'inscrit dans la lignée de Woody Guthrie et de Pete Seeger. Il adapte de nombreux textes de Woody Guthrie, parmi lesquels sa première chanson Le Trimardeur (Hard Travelin’), que suivent Le Clochard américain, La Femme du mineur, La Mouche bleue, etc. Il adapte également Tom Paxton (Sacrée bouteille), Pete Seeger (Jusqu'à la ceinture), Malvina Reynolds (Petites boîtes; il y ajoute un couplet supplémentaire), Il adapte également plusieurs chansons de Bob Dylan : Qui a tué Davy Moore ? (1966), Blowin' in the wind (1973) (Soufflé par le vent), L'homme donna des noms aux animaux (1992), Ring them bells ou Sonne les cloches. Ses mots simples et son accent charmeur donnent à ses textes une proximité immédiate et une force empathique singulière.
Il contribue également largement, par ses adaptations très fidèles, à faire découvrir Leonard Cohen au public francophone. Dès le premier album de Leonard Cohen, Graeme Allwright se sent très proche de l'univers de celui-ci. Leonard Cohen explique de son côté que les adaptations de Graeme Allwright l'aident à accepter ses propres chansons. Les deux chanteurs sont amis, et au moment de leur sortie, Leonard Cohen donne ses nouvelles chansons à Graeme Allwright, afin que celui-ci en fasse une adaptation en français (en général, Graeme Allwright adapte deux chansons de Leonard Cohen par album). Graeme Allwright adapte ainsi en français : Suzanne (1968), L'Étranger (1968), Jeanne d'Arc (1972), Les Sœurs de la miséricorde (1972), Demain sera bien (1973), L'Homme de l'an passé (1973), Diamants dans la mine (1973), Vagabonde (1973), Avalanche (1973), De passage (1975), Lover, Lover, Lover (1975), Je voulais te quitter (1975), So Long, Marianne (1979), Danse-moi vers la fin de l'amour (1985), Si c'est ta volonté (1985), Tout le monde le sait (2008), Hallelujah (adaptation terminée par Sylvie Die, chantée sur scène mais jamais enregistrée par Graeme Allwright, interprétée par son petit-fils Adrien, sur l'album posthume Les retrouvailles).
Plusieurs de ses chansons deviennent des classiques de la chanson française : Les Retrouvailles (Il faut que je m'en aille), Petit Garçon (adaptation en français de la chanson Old Toy Trains de Roger Miller), Jolie Bouteille, Jusqu'à la ceinture , etc. , connus de plusieurs générations en France, même si le nom de leur auteur est souvent ignoré.

### Philosophie
Les propres textes de Graeme Allwright portent également des messages profonds (Les Retrouvailles (Il faut que je m'en aille), Johnny, Joue joue joue, etc.). Politiquement engagé pour la non-violence, contre les essais nucléaires, contre la société de consommation, il écrit ou adapte de nombreux textes de protest-song (le Jour de clarté, la Ligne Holworth, Jusqu'à la ceinture, etc.). 
Graeme Allwright fait de sa chanson un art de vivre, une philosophie, et un partage. Ses textes où l'émotion, la dénonciation moqueuse du conformisme ou des injustices et les appels à la liberté se conjuguent à des mélodies country, folk ou blues, remportent l’adhésion d'un public de tout âge.
Graeme Allwright milite contre l'injustice sociale et la mainmise des « grands » sur les faibles. Son œuvre et sa pensée sont fortement imprégnées de la philosophie du penseur indien Sri Aurobindo (la chanson Lumière est un exemple de cette influence): Graeme Allwright prône ainsi un changement du monde par un travail de conscience de chacun, plus que par un mouvement révolutionnaire. Il pense que ce monde-ci, matérialiste, doit aller à son terme, parallèlement à des mutations évolutives de la conscience humaine, avant qu'un grand changement ne survienne.
Graeme Allwright chante également de nombreux textes du dominicain Maurice Cocagnac, ami de Jean Dasté, porteurs et de l'ouverture de Vatican 2 dans l'église catholique d'alors, et d'influences spirituelles orientales.

### Quelques engagements

#### Le Larzac et la campagne écologiste de René Dumont
En 1973 il réalise un concert devant des dizaines de milliers de personnes sur le plateau du Larzac, en soutien au mouvement de désobéissance civile non-violente contre l'extension du camp militaire.
En 1974 il participe à la caravane électorale de René Dumont, premier candidat écologiste à l'élection présidentielle.

#### L'Association Partage
Il soutient les débuts de l'association humanitaire  "Partage avec les enfants du tiers-monde" fondée par Pierre Marchand.

#### Combat contre la violence des paroles de La Marseillaise
En 2005, la loi Fillon impose l'apprentissage des paroles de La Marseillaise dans toutes les écoles de France. En apprenant cela, et jugeant les paroles de la Marseillaise «belliqueuses» et «racistes», Graeme Allwright est «choqué» que l'on puisse enseigner ces « paroles épouvantables » à de jeunes enfants à l'école.
Il propose alors de nouvelles paroles pour l'hymne national français, et en enregistre une version en compagnie de Sylvie Dien.

Il milite depuis lors pour que les paroles de La Marseillaise soient changées. Ainsi au début de chacun de ses concerts, où plusieurs générations se retrouvent avec enthousiasme, il propose au public d'entonner cet hymne connu de tous, mais avec des paroles nouvelles comprenant un message d'amour et de paix, ajoutant: 

« Je crois que cela sera un grand jour pour la France quand on décidera de changer ces paroles. »

## Œuvre

### Théâtre
- 1956 : Aujourd'hui ou Les Coréens, de Michel Vinaver, mise en scène Roger Planchon, théâtre de la Comédie de Lyon[31] ;
- 1957 : Les Coréens, de Michel Vinaver, mise en scène Jean-Marie Serreau, théâtre de l'Alliance française[32] ;
- 1960 : Les Coréens, de Michel Vinaver, mise en scène Gabriel Monnet, Aix-en-Provence[réf. nécessaire] ;
- 1960 : Monsieur Bonhomme et les Incendiaires, de Max Frisch (version française de Philippe Pilliod), mise en scène de Graeme Allwright et Jean-Marie Lancelot, Comédie de Saint-Étienne[33].

### Participations
- En 1966, il interprète la chanson Akou, du générique final du film Ne nous fâchons pas, de Georges Lautner ;
- En 1967 et 1976, il contribue à la bande originale des films L'Or des pistoleros, de William A. Graham, et Le Petit Marcel, de Jacques Fansten ;
- En 1973, il participe au Concert pour les orphelins du Vietnam, durant lequel il interprète deux chansons : La Plage et l'inédit Hymne à Himalaya ;
- Le 25 février 1978, il participe à deux concerts de reprises de chansons de Woody Guthrie, sur l'initiative de Jacques Vassal, de Jean-François Millier et de la maison de la culture du Havre, en compagnie d'autres artistes tels Roger Mason, Marc Robine ou Steve Waring. Un double album en public Hommage à Woody Guthrie enregistré à cette occasion sort en 1978 (réf. Le Chant du Monde LDX 74684/74685). Graeme Allwright y interprète deux chansons : This train is bound for glory et Roll on, Columbia.
- En 1995, il incarne le rôle de Paddy, le gardien de phare, dans le conte musical Le Petit Arthur, de l'auteur-compositeur Alan Simon. Il y interprète la chanson La Berceuse ;
- En 2002, il chante On peut bien, avec Indigo et Philippe Roussel, sur le CD Les Voisins de ce dernier.

### Quelques chansons
- Akou (générique de fin du film Ne nous fâchons pas, 1966) ;
- Au cœur de l'arbre (paroles de Maurice Cocagnac) ;
- Automne ;
- Avalanche (Leonard Cohen) ;
- Ballade de la désescalade ;
- Billy Boy ;
- Bonne chance ;
- Ça je ne l’ai jamais vu (proche de Seven Drunken Nights) ;
- Chanson pour un peuple perdu ;
- Chasseur de qui ? ;
- Comme un vrai gamin (On the road again, Willie Nelson) ;
- Comment faire pour te chanter ? ;
- Condamnés ;
- Dans la fumée de mon cigare ;
- Danse-moi vers la fin de l’amour (Dance Me to The End of Love, Leonard Cohen) ;
- De passage (Leonard Cohen) ;
- Demain sera bien (Tonight Will Be Fine, Leonard Cohen) ;
- Deux jeunes frères ;
- Diamants dans la mine (Diamonds in The Mine, Leonard Cohen) ;
- Dommage ;
- Emmène-moi (Take Me Home, Johnny Cash) ;
- Garde le souvenir ;
- Henrik ;
- Identity (chanson de Youenn Gwernig) ;
- Il faut que je m'en aille (Les Retrouvailles) ;
- J'm'envolerai (I'll fly away, composé par Albert E. Brumley en 1929, devenu un gospel traditionnel américain, repris notamment par Willie Nelson) ;
- Je perds ou bien je gagne (Blues Run The Game, Jackson C. Frank) ;
- Je veux quitter ce monde, heureux, Maxime Le Forestier ;
- Je voulais te quitter (I tried to leave you, Leonard Cohen) ;
- Jeanne d’Arc (Leonard Cohen) ;
- Johnny ;
- Joue, joue, joue ;
- Jusqu'à la ceinture (Waist Deep in the Big Muddy, Pete Seeger) ;
- L’Étranger (The Stranger Song, Leonard Cohen) ;
- L'Homme de l'an passé (Last year's man, Leonard Cohen) ;
- L'homme donna des noms aux animaux (Man Gave Names to All the Animals, Bob Dylan) ;
- La Berceuse du clochard ;
- La Chanson de l'adieu (paroles de Luis Porquet, musique de Graeme Allwright, 1979 ; reprise par Nana Mouskouri, 1994) ;
- La Femme du mineur ;
- La Gomme ;
- La Ligne Holworth ;
- La Marseillaise (nouvelles paroles pour l'hymne national français) ;
- La Mer est immense (The water is wide (en), traditionnel écossais) ;
- La Petite route ;
- La Petite souris ;
- La Plage ;
- La Mort du cow-boy (Bury Me Not on the Lone Prairie, traditionnel américain)
- Leonard (avec Yanne Matis) ;
- Le Jour de clarté (Very Last Day, Peter, Paul & Mary) ;
- Le Trimardeur (Hard Travelin’, Woody Guthrie)
- Les Sœurs de la miséricorde (The Sisters of Mercy, Leonard Cohen) ;
- Lover, Lover, Lover (Leonard Cohen) ;
- Lumière ;
- Michael ;
- Ne laisse pas passer ta chance ;
- Océane ;
- Petit Garçon (Old Toy Trains, Roger Miller) ;
- Petites boîtes (Little Boxes, Malvina Reynolds) ;
- Qu’as-tu appris à l’école ? (What Did You Learn in School Today?, Tom Paxton) ;
- Qui a tué Davy Moore ? (Who Killed Davey Moore?, Bob Dylan) ;
- Sacrée bouteille (Bottle of Wine, Tom Paxton) ;
- Si c'est ta volonté (If it be your will, Leonard Cohen) ;
- Suzanne (adaptation en français de la chanson de Leonard Cohen) ;
- Tant de joies ;
- Tu n'es plus là cet automne (paroles de Jean-Louis Morel, musique de Graeme Allwright et Solorazaf) ;
- Tout le monde le sait (Everybody Knows, Leonard Cohen) ;
- Vagabonde (Winter Lady, Leonard Cohen) ;
- Viendras-tu avec moi ?